# Dinohippus
Dinohippus är ett nu utdött hästdjur.
Dinohippus utvecklades för ca 6–5 miljoner år sedan under epoken miocen. Dinohippus är den första hästen där man hittat bevis på att de anatomiskt kan sova stående. Detta är en säkerhetsåtgärd som gör att hästen alltid är redo att fly. 
Det har även hittats fossiler som visar att det fanns en variation på hur många tår hästen hade. Det visade sig att vissa Dinohippus hade haft tre tår, medan andra Dinohippus hade haft en tå. Det var även så att Dinohippus hade en liten insjunkning i skallen framför ögonen. Funktionen är inte känd men det kunde ha varit för muskelfästning eller körtlarnas placering.